# Hitler's Day
 (avril 2017).
Si vous disposez d'ouvrages ou d'articles de référence ou si vous connaissez des sites web de qualité traitant du thème abordé ici, merci de compléter l'article en donnant les références utiles à sa vérifiabilité et en les liant à la section « Notes et références ».
Hitler's Day (titre original : Up in Honey's Room) est un roman d'Elmore Leonard

## Résumé
Walter Schoen, boucher à Detroit, d'origine allemande et nazillon à ses heures, pense qu'il est le jumeau d'Himmler, dont on l'aurait séparé à la naissance (ils sont nés le même jour, à la même heure, au même endroit) afin que chacun d'eux puisse accomplir sa « destinée » propre…
Mais si la « destinée » d'Himmler semble claire - nous sommes en pleine guerre mondiale - celle de Walter apparaît assez lamentable, limitée à un peu d'espionnage…  Honey, ex-femme américaine de Walter, n'a jamais su grand-chose de ses activités: de toute manière, elle s'est vite lassée du personnage et en a divorcé…
Surgit alors le marshal Carl Webster, le « Kid de l'Oklahoma », lancé à la poursuite de Jürgen Schrenk, officier nazi évadé d'un camp de prisonniers…  Webster pense que Walter planque Schrenk, et espère donc que Honey pourrait l'aider à le retrouver…  Entre le commandant SS Otto Penzler, une espionne ukrainienne et son amant douteux, un « grand dragon » du KKK et une Honey libérée qui semble surtout intéressée par les beaux marshals, Webster lutte à la fois pour rester fidèle à sa femme et pour - si possible - éviter de se faire descendre.

## Commentaires
Après avoir pourchassé le truand du Middle West dans « Le Kid de l'Oklahoma », Carl Webster qui a maintenant la quarantaine, s'attaque à l'ennemi nazi dans le plus pur style Leonard: caustique, drôle et plein de surprise.   